# マウリツィオ・ガスパッリ
マウリツィオ・ガスパッリ（Maurizio Gasparri、1956年7月18日 - ）は、イタリアの政治家、ジャーナリスト。ローマ出身。ガスパリ法（ガスパッリ法）の推進者として知られる。

## 概要
かつてはイタリア社会運動、国民同盟の党員であり、第2次ベルルスコーニ内閣で通信大臣を務めた。「自由の人民」の上院議員団長も歴任。